# HyperScan
HyperScan je 32bitová domácí videoherní konzole od společnosti Mattel vydána v roce 2006. Konzole byla určena pro chlapce ve věku od 8 let, kteří nebyli připraveni na vyspělejší hry na konzolích jako PlayStation 2 a Xbox 360. Cílem konzole bylo zkombinovat videohry s trendem sběratelských kartiček jako například Pokémon nebo Yu-Gi-Oh!. Unikátním prvkem Hyperscanu je RFID scanner pro tokenové karty, zvané Intellicards, pomocí kterých mohou hráči aktivovat nové funkce her a ukládat data.

## Hardware
HyperScan používá Sunplus SPG290 SoC (system na čipu), který zahrnuje veškeré funkce zařízení.
- 32bitový procesor S+ core
- Standarty rozlišení VGA, HVGA a QVGA
- Rendering engine OpenGL ES 1.0
- 65 535 barev (RGB 565)
- CD-ROM záznamové medium v UDF formátu
- Scanner pro identifikaci na rádiové frekvenci (RFID) 13.56 MHz
- DDR DRAM (16MB)
- USB 1.1 port (nevyužitý prodejními modely)
- Dva porty pro ovladače

Innovision Research & Technology, společnost specializující se na RFID zařízení, poskytlo technologii pro kartičky a scanner.

## Vydání
HyperScan byl poprvé představen v červnu 2006 na Comic Conu v San Diegu. Prodej hry byl zahájen v říjnu téhož roku. Konzole se prodávala v balení společně s ovladačem, hrou X-Men, a šesti kartičkami pro hru. Přes internet se také prodávalo balení pro dva s dalším ovladačem a 12 dodatečnými kartičkami pro X-Men hru. Na začátku prodeje stálo hlavní balení konzole $69.99 a každá hra $19.99. Také se prodávaly karetní balíčky za $9.99.
Mezi vydané hry patří již zmíněná X-Men hra, Ben 10, Interstellar Wrestling League, Marvel Heroes a Spider-Man. Byly plánované také hry Avatar: The Last Airbender a Nick Extreme Sports, ale jejich produkce byla zrušena před vydáním.

## Problémy
Po vydání se systém se střetl s negativními recenzemi, zejména kvůli RFID scanneru, který mnohdy nefungoval. Také bylo kritizované dlouhé načítání a špatná grafická kvalita. Ke konci prodeje klesla cena konzole na $9.99, jedné hry na $1.99 a balení kartiček na $0.99. Výroba konzole byla ukončena v roce 2007.